# Rastislav Leško
Rastislav Leško (* 22. September 1975) ist ein ehemaliger tschechoslowakischer bzw. slowakischer Skispringer.

## Werdegang
Leško nahm zunächst an Wettbewerben auf Landesebene teil und gab am 10. Januar 1993 in Wörgl sein Debüt im Europacup. Bei der darauffolgenden Junioren-WM wurde er 12. mit der Mannschaft und 46. im Einzelspringen. Ein Jahr später startete Leško bei der Skiflug-Weltmeisterschaft 1994 und belegte Platz 38. Dieser Wettkampf stellt zudem seine einzige Weltcup-Teilnahme dar. Beim Training sprang er mit 107 Metern auch seine persönliche Bestweite.
Als Mitglied des slowakischen Teams nahm Leško an der Winter-Universiade 1999 teil, wo die Mannschaft den 7. Platz erreichte. Am 2. März 2003 war er im Rahmen des Continental-Cups in Ishpeming letztmals bei einem internationalen Wettbewerb zu sehen.
Leško wurde später Präsident des Skisprungvereins in Banská Bystrica. Er arbeitet heute als Verkaufsleiter.

## Statistik

### Continental-Cup-Platzierungen
| Saison  | Platz | Punkte |
| ------- | ----- | ------ |
| 2002/03 | 116.  | 042    |